# دید تونلی (ترانه)
«دید تونلی» (به انگلیسی: Tunnel Vision) یک تک‌آهنگ از هنرمند اهل ایالات متحده آمریکا جاستین تیمبرلیک است که در ۱۴ ژوئن ۲۰۱۳ منتشر شد. این تک‌آهنگ در آلبوم تجربه ۲۰/۲۰ قرار داشت.
این تک‌آهنگ در چارت‌های جزو ده ترانه اول قرار گرفت.